# Liste der Stolpersteine in Stuttgart-Süd
In der Liste der Stolpersteine in Stuttgart-Süd sind alle
137
Stolpersteine aufgeführt, die im Stuttgarter Stadtbezirk Stuttgart-Süd im Rahmen des Projekts des Künstlers Gunter Demnig an mehreren Terminen verlegt wurden. Auf Betreiben der Initiative Stolperstein Stuttgart-Süd wurden die ersten Stolpersteine Mitte März 2005 im Stuttgarter Süden gesetzt, der bislang letzte – als Ersatz für einen bei Bauarbeiten verloren gegangenen Stolperstein – am 21. Februar 2025.

## Stolpersteine in Stuttgart-Süd
Die Tabelle ist teilweise sortierbar; die Grundsortierung erfolgt alphabetisch nach dem Verlegeort. Zusammengefasste Adressen von Verlegeorten zeigen an, dass mehrere Stolpersteine an einem Ort verlegt wurden. Die Spalte Person, Inschrift kann nach dem Namen der Person alphabetisch sortiert werden.
| Bild | Person, Inschrift | Verlegeort                    | Verlege- datum                  | Information |
| ---- | --- | ----------------------------- | ------------------------------- | --- |
|      | HIER WOHNTE ELSE HIMMELHEBER JG. 1905 GESTAPOHAFT 27.11.1944 KZ DACHAU ERMORDET 30.11.1944                                                                           | Adlerstraße 24 (Lage)         | 15./16. März 2005               | Zu Else Himmelheber (1905–1944) existiert eine Opferbiografie. |
|      | HIER WOHNTE EMIL JOAS JG. 1908 VERHAFTET 1934 KZ DACHAU 1940 ERMORDET 26.2.1943                                                                                      | Adlerstraße 48 (Lage)         |                                 | Emil Joas war der Heslacher Leiter des im Untergrund arbeitenden Rotfrontkämpferbundes und wurde als solcher 1934 verhaftet. 1940 wurde Joas ins KZ Dachau verlegt, wo er am 26. Februar 1943 ermordet wurde. In einem Filmbeitrag im Südwest-3-Fernsehen von 1989 wurde im Kontext des Heslacher Arbeitermilieus über Emil Joas berichtet. Ein Kommunist Emil Joas findet auch Erwähnung in den Erinnerungen des polnischen römisch-katholischen Priesters Henryk M. Malak (1912–1987), der 1939 von der Gestapo verhaftet wurde und in den Konzentrationslagern Stutthof, Sachsenhausen und zuletzt vier Jahre in Dachau inhaftiert war. |
|      | HIER WOHNTE DR. FRITZ ERLANGER JG. 1904 DEPORTIERT 1943 ERMORDET IN AUSCHWITZ                                                                                        | Alexanderstraße 153 (Lage)    | 30. Sep. 2008                   | Zu Fritz Erlanger existiert eine Opferbiografie. |
|      | HIER WOHNTE FRIDA ERLANGER GEB. PRAGER JG. 1875 DEPORTIERT 1943 ERMORDET IN MAJDANEK                                                                                 | Alexanderstraße 153 (Lage)    | 30. Sep. 2008                   | Zu Frida Erlanger existiert eine Opferbiografie. |
|      | HIER WOHNTE DR. HUGO ERLANGER JG. 1868 FLUCHT 1939 FRANKREICH TOT 18. APRIL 1941 PARIS                                                                               | Alexanderstraße 153 (Lage)    | 18. Okt. 2023                   | Zu Hugo Erlanger existiert eine Opferbiografie. |
|      | HIER WOHNTE HERMANN SINGER-JORYSCH JG. 1885 ABGESCHOBEN POLEN ERMORDET                                                                                               | Alexanderstraße 161 (Lage)    |                                 | Zu Hermann Singer-Jorysch existiert eine Opferbiografie. |
|      | HIER WOHNTE SABINE SINGER-JORYSCH GEB. PROBER JG. 1893 ABGESCHOBEN 1938 POLEN ERMORDET                                                                               | Alexanderstraße 161 (Lage)    |                                 | Zu Sabine Singer-Jorysch existiert eine Opferbiografie. |
|      | HIER WOHNTE ADOLF ROSENFELD JG. 1874 ZWANGSUMSIEDLUNG 1942 TIGERFELD DEPORTIERT 1942 THERESIENSTADT ERMORDET 1942 IN TREBLINKA                                       | Alexanderstraße 177 (Lage)    | 20. Mai 2009                    | Adolf Rosenfeld (1874–1942) |
|      | HIER WOHNTE LAURA MARCUS JG. 1879 DEPORTIERT 1941 ERMORDET IN RIGA                                                                                                   | Alexanderstraße 180 (Lage)    | 20. Mai 2009                    | Laura Marcus |
|      | HIER WOHNTE JENNY GRIMMINGER GEB. STERN JG. 1895 VERHAFTET 10.4.1943 RAVENSBRÜCK DEPORTIERT AUSCHWITZ ERMORDET 2.12.1943                                             | Altenbergstraße 42 (Lage)     | 2006                            | Zu Jenny Grimminger existiert eine Opferbiografie. |
|      | HIER WOHNTE EUGEN GRIMMINGER JG. 1892 MITGLIED WEISSE ROSE VERHAFTET 2.3.1943 ZUCHTHAUS LUDWIGSBURG BEFREIT                                                          | Altenbergstraße 42 (Lage)     | 19. Okt. 2022                   | Zu Eugen Grimminger existiert eine Opferbiografie. |
|      | HIER WOHNTE BENNO BIERINGER JG. 1881 DEPORTIERT 1941 ERMORDET IN RIGA                                                                                                | Arminstraße 11 (Lage)         | 28. Apr. 2006                   | Zu Benno Bieringer existiert eine Opferbiografie. |
|      | HIER WOHNTE LUCIE BIERINGER GEB. ROTHSCHILD JG. 1891 DEPORTIERT 1941 ERMORDET IN RIGA                                                                                | Arminstraße 11 (Lage)         | 28. Apr. 2006                   | Zu Lucie Bieringer existiert eine Opferbiografie. |
|      | HIER WOHNTE SENTA MEYER GEB. STERN JG. 1903 DEPORTIERT 1941 RIGA ERSCHOSSEN 26.3.1942                                                                                | Arminstraße 15 (Lage)         |                                 | Zu Senta Meyer existiert eine Opferbiografie. |
|      | HIER WOHNTE GERTRUD MEYER JG. 1922 DEPORTIERT 1941 RIGA ERSCHOSSEN 26.3.1942                                                                                         | Arminstraße 15 (Lage)         |                                 | Gertrud-Dina Meyer |
|      | HIER WOHNTE LORE MEYER JG. 1925 DEPORTIERT 1941 RIGA ERSCHOSSEN 26.3.1942                                                                                            | Arminstraße 15 (Lage)         |                                 | Lore-Mina Meyer |
|      | HIER WOHNTE FRITZ-JACOB MEYER JG. 1927 DEPORTIERT 1941 RIGA ERSCHOSSEN 26.3.1942                                                                                     | Arminstraße 15 (Lage)         |                                 | |
|      | HIER WOHNTE ILSE MEYER JG. 1930 DEPORTIERT 1941 RIGA ERSCHOSSEN 26.3.1942                                                                                            | Arminstraße 15 (Lage)         |                                 | Ilse-Sophie Meyer |
|      | HIER WOHNTE HERMINE MAYER GEB. HELI JG. 1876 DEPORTIERT 1942 THERESIENSTADT ERMORDET 23.9.1942                                                                       | Arminstraße 38 (Lage)         | 17. März 2005                   | Zu Hermine Meyer existiert eine Opferbiografie. |
|      | HIER WOHNTE ISAAK ISIDOR FORTGANG JG. 1896 DEPORTIERT 1941 ERMORDET IN RIGA                                                                                          | Böblinger Straße 27B (Lage)   |                                 | |
|      | HIER WOHNTE HERMANN FORTGANG JG. 1923 DEPORTIERT 1941 ERMORDET IN RIGA                                                                                               | Böblinger Straße 27B (Lage)   |                                 | |
|      | HIER WOHNTE MARTHA FORTGANG GEB. AUSÜBEL JG. 1897 DEPORTIERT 1941 ERMORDET IN RIGA                                                                                   | Böblinger Straße 27B (Lage)   |                                 | |
|      | HIER WOHNTE NORBERT WEISSBERG JG. 1881 DEPORTIERT 1.12.1941 ERMORDET IN RIGA                                                                                         | Böblinger Straße 38 (Lage)    |                                 | |
|      | HIER WOHNTE EMMA WEISSBERG GEB. EISNER JG. 1890 DEPORTIERT 1.12.1941 ERMORDET IN RIGA                                                                                | Böblinger Straße 38 (Lage)    |                                 | |
|      | HIER WOHNTE JAKOB LEDERER JG. 1890 DEPORTIERT 1941 ERMORDET IN RIGA                                                                                                  | Böblinger Straße 45 (Lage)    | 5. Okt. 2009                    | |
|      | HIER WOHNTE HILDE LEDERER GEB. WOLLENBERGER JG. 1913 DEPORTIERT 1941 ERMORDET IN RIGA                                                                                | Böblinger Straße 45 (Lage)    | 5. Okt. 2009                    | |
|      | HIER WOHNTE FRIEDER WURM ... | Böblinger Straße 158          | 15. März 2023                   | Zu Frieder Wurm existiert eine Opferbiografie. |
|      | HIER WOHNTE GUSTAV SILBERSTEIN JG. 1893 DEPORTIERT 1942 ERMORDET IN AUSCHWITZ                                                                                        | Dornhaldenstraße 19 (Lage)    | März 2005                       | |
|      | HIER WOHNTE JOHANNA SILBERSTEIN GEB. STIEFEL JG. 1895 DEPORTIERT 1942 ERMORDET IN AUSCHWITZ                                                                          | Dornhaldenstraße 19 (Lage)    | März 2005                       | |
|      | HIER WOHNTE EUGEN STÄHLE JG. 1907 EINGEWIESEN 1939 HEILANSTALT WINNENTAL 'VERLEGT' 23.7.1940 GRAFENECK ERMORDET 23.7.1940 AKTION T4                                  | Finkenstraße 4 (Lage)         |                                 | Zu Eugen Stähle existiert eine Opferbiografie. |
|      | HIER WOHNTE GOTTLOB ASSENHEIMER JG. 1876 EINGEWIESEN 1935 'HEILANSTALT' WINNENTAL ERMORDET 11.6.1940 GRAFENECK AKTION T4                                             | Finkenstraße 28 (Lage)        |                                 | |
|      | HIER WOHNTE AVRAM BEHAR JG. ... | Gebelsbergstr. 84 (Lage)      | 9. Juli 2020                    | Zur Familie Behar existiert eine Opferbiografie. |
|      | HIER WOHNTE ANNA BEHAR ... | Gebelsbergstr. 84 (Lage)      | 9. Juli 2020                    | Zur Familie Behar existiert eine Opferbiografie. |
|      | HIER WOHNTE VICTORIA BEHAR ... | Gebelsbergstr. 84 (Lage)      | 9. Juli 2020                    | Zur Familie Behar existiert eine Opferbiografie. |
|      | HIER WOHNTE ELEONORE BEHAR ... | Gebelsbergstr. 84 (Lage)      | 9. Juli 2020                    | Zur Familie Behar existiert eine Opferbiografie. |
|      | HIER WOHNTE RUDOLF WELSCH JG. 1906 IM WIDERSTAND/KPD FLUCHT 1934 PRAG 1937 FRANKREICH MEHRMALS INTERNIERT 1942 RESISTANCE IM LAGER FLUCHT 1944 SCHWEIZ               | Hahnstraße 43 (Lage)          | 19. Okt. 2022                   | |
|      | HIER WOHNTE HERMANN WELSCH JG. 1909 IM WIDERSTAND/KPD 'SCHUTZHAFT' 1933 1934 KUHBERG ENTLASSEN JULI 1934 FLUCHT 1936 CHILE                                           | Hahnstraße 43 (Lage)          | 19. Okt. 2022                   | |
|      | HIER WOHNTE DR. GOTTFRIED HERMANN WURZ JG. ... | Hasenbergsteige 79 (Lage)     | 10. Nov. 2006                   | Zu Gottfried Hermann Wurz existiert eine Opferbiografie. |
|      | HIER WOHNTE ISRAEL POMERANZ JG. 1884 ABGESCHOBEN 1938 POLEN ERMORDET IN MAJDANEK                                                                                     | Hauptstätterstraße 86a (Lage) | 17. Sep. 2012                   | Israel Isidor Pomeranz |
|      | HIER WOHNTE ESTHER POMERANZ GEB. SILBER JG. 1891 ABGESCHOBEN 1938 POLEN ERMORDET IN MAJDANEK                                                                         | Hauptstätterstraße 86a (Lage) | 17. Sep. 2012                   | |
|      | HIER WOHNTE RICHARD ROTHSCHILD JG. 1892 DEPORTIERT 1944 RIGA ERMORDET JAN. 1942                                                                                      | Hauptstätter Straße 89 (Lage) |                                 | |
|      | HIER WOHNTE SIEGFRIED MICHELBACHER JG. 1923 DEPORTIERT 1943 THERESIENSTADT 1944 AUSCHWITZ TOT 8.2.1945 DACHAU                                                        | Hauptstätterstraße 92 (Lage)  | 17. Sep. 2012                   | |
|      | HIER WOHNTE EMILIE DORA BIELEFELD GEB. GERNSHEIM JG. 1876 DEPORTIERT 1941 RIGA ERMORDET 26.3.1942                                                                    | Hauptstätterstraße 96 (Lage)  | 17. Sep. 2012                   | |
|      | HIER WOHNTE ABRAHAM METZGER JG. 1886 DEPORTIERT ERMORDET 1941 IN KIELCE                                                                                              | Hauptstätterstraße 132 (Lage) | 10. Nov. 2006                   | Zu Abraham Metzger existiert eine Opferbiografie. |
|      | HIER WOHNTE BERTA METZGER GEB. CZISZ JG. 1889 DEPORTIERT ERMORDET 1941 IN KIELCE                                                                                     | Hauptstätterstraße 132 (Lage) | 10. Nov. 2006                   | Zu Berta Metzger existiert eine Opferbiografie. |
|      | HIER WOHNTE HERMANN GLÜCK JG. 1901 ZWANGSARBEIT 21.11.1944 WOLFENBÜTTEL 'ORGANISATION TODT' ÜBERLEBT                                                                 | Heusteigstraße 73             | 9. Juni 2021                    | Zu Hermann Glück existiert eine Opferbiografie. |
|      | HIER WOHNTE JOSEFINE GLÜCK JG. 1872 ZWANGSUMZUG 1942 ALTERSHEIM HERRLINGEN UND OBERSTOTZINGEN DEPORTIERT 1942 THERESIENSTADT ERMORDET 28.3.1943                      | Heusteigstraße 73             | 9. Juni 2021                    | Zu Josefine Glück existiert eine Opferbiografie. |
|      | HIER WOHNTE ADOLF KLUMPP JG. 1881 IM WIDERSTAND MEHRMALS VERHAFTET ZULETZT 21.6.1944 ZUCHTHAUS LUDWIGSBURG TOT 1945 IN FLOSSENBÜRG                                   | Hohenheimer Straße 50A (Lage) |                                 | Zu Adolf Klumpp existiert eine Opferbiografie. |
|      | HIER WOHNTE MANFRED STRAUS JG. 1878 DEPORTIERT 1941 ERMORDET IN RIGA                                                                                                 | Hohenstaufenstraße 9 (Lage)   |                                 | |
|      | HIER WOHNTE ALICE STRAUS GEB. FELLHEIMER JG. 1883 DEPORTIERT 1941 ERMORDET IN RIGA                                                                                   | Hohenstaufenstraße 9 (Lage)   |                                 | |
|      | HIER WOHNTE SOPHIE FELLHEIMER GEB. FRANK JG. 1862 ZWANGSUMSIEDLUNG 1942 DELLMENSINGEN DEPORTIERT 1942 THERESIENSTADT TOT 3.9.1942                                    | Hohenstaufenstraße 9 (Lage)   |                                 | |
|      | HIER WOHNTE SIGMUNDE FRIEDMANN GEB. SCHWEIZER JG. 1872 DEPORTIERT 22.8.1942 TOT 5.4.1944 IN THERESIENSTADT                                                           | Hohenstaufenstraße 17A (Lage) |                                 | |
|      | HIER WOHNTE KARL-BERNHARD ROTHSCHILD JG. 1891 DEPORTIERT 1943 ERMORDET IN AUSCHWITZ                                                                                  | Hohenstaufenstraße 19 (Lage)  |                                 | |
|      | HIER WOHNTE MAX HENLE JG. 1874 ZWANGSUMSIEDLUNG 1942 HAIGERLOCH VOR DEPORTATION TOT 19.8.1942 SAMMELLAGER KILLESBERG                                                 | Hohentwielstraße 146 B (Lage) | Okt. 2010                       | |
|      | HIER WOHNTE MATHILDE HENLE GEB. BICKART JG. 1878 ZWANGSUMSIEDLUNG 1942 HAIGERLOCH DEPORTIERT 1942 THERESIENSTADT TOT 24.12.1942                                      | Hohentwielstraße 146 B (Lage) | Okt. 2010                       | |
|      | HIER WOHNTE MARTIN LOEB JG. 1874 'ZWANGSEVAKUIERT' 1942 HAIGERLOCH TOT 7.6.1942                                                                                      | Hohenzollernstraße 12 (Lage)  | 8. Mai 2007                     | Zu Martin Loeb existiert eine Opferbiografie. |
|      | HIER WOHNTE LAURA D. 'LOLO' LOEB GEB. SCHWEIZER JG. 1880 DEPORTIERT 1943 ERMORDET IN AUSCHWITZ                                                                       | Hohenzollernstraße 12 (Lage)  | 8. Mai 2007                     | Zu Laura Diana Loeb existiert eine Opferbiografie. |
|      | HIER WOHNTE MAX SCHWEIZER JG. 1877 ZWANGSUMSIEDLUNG 1941 OBERDORF DEPORTIERT 1942 IZBICA ERMORDET                                                                    | Immenhoferstraße 12C (Lage)   | 6. Okt. 2009                    | |
|      | HIER WOHNTE IDA SCHWEIZER JG. 1887 ZWANGSUMSIEDLUNG 1941 OBERDORF DEPORTIERT 1942 IZBICA ERMORDET                                                                    | Immenhoferstraße 12C (Lage)   | 6. Okt. 2009                    | |
|      | HIER WOHNTE NORBERT WEITZNER JG. 1902 ZWANGSUMSIEDLUNG 1941 HAIGERLOCH DEPORTIERT 1942 THERESIENSTADT ERMORDET 1944 IN AUSCHWITZ                                     | Immenhoferstraße 16 (Lage)    | 9. Okt. 2010                    | |
|      | HIER WOHNTE HEDWIG WEITZNER GEB. ADLER JG. 1903 ZWANGSUMSIEDLUNG 1941 HAIGERLOCH DEPORTIERT 1942 THERESIENSTADT ERMORDET 1944 IN AUSCHWITZ                           | Immenhoferstraße 16 (Lage)    | 9. Okt. 2010                    | |
|      | HIER WOHNTE WOLF LOMNITZ JG. 1867 DEPORTIERT 1942 THERESIENSTADT ERMORDET IN TREBLINKA                                                                               | Immenhoferstraße 30A (Lage)   | 8. Mai 2007                     | |
|      | HIER WOHNTE MARTHA LOMNITZ JG. 1877 DEPORTIERT 1942 THERESIENSTADT TOT 22.9.1942                                                                                     | Immenhoferstraße 30A (Lage)   | 8. Mai 2007                     | |
|      | HIER WOHNTE LINA HATJE GEB. RUSS JG. 1888 VERHAFTET 23.12.1942 DEPORTIERT 1943 KZ RUDERSBERG ERMORDET 1943 IN AUSCHWITZ                                              | Karl-Kloß-Straße 40 (Lage)    | Sep. 2007                       | |
|      | HIER WOHNTE LILLY ABELE JG. 1916 EINGEWIESEN 1933 'HEILANSTALT' STETTEN ERMORDET 5.11.1940 GRAFENECK AKTION T4                                                       | Karl-Kloß-Straße 42 (Lage)    |                                 | Zu Lilly Abele existiert eine Opferbiografie. |
|      | HIER WOHNTE PAULA KOHN GEB. FRÄNKEL JG. 1879 DEPORTIERT 1941 RIGA ERMORDET                                                                                           | Kolbstraße 4C (Lage)          | 30. Sep. 2008                   | |
|      | HIER WOHNTE GERDA KOHN GEB. LEWINSKI JG. 1919 DEPORTIERT 1941 RIGA ERMORDET 1944 IN STUTTHOF                                                                         | Kolbstraße 4C (Lage)          | 30. Sep. 2008                   | |
|      | HIER WOHNTE WILHELM KOHN JG. 1909 DEPORTIERT 1941 RIGA ERMORDET | Kolbstraße 4C (Lage)          | 30. Sep. 2008                   | |
|      | HIER WOHNTE ANNY KOHN JG. 1919 DEPORTIERT 1941 RIGA ERMORDET 1944 IN STUTTHOF                                                                                        | Kolbstraße 4C (Lage)          | 30. Sep. 2008                   | |
|      | HIER WOHNTE KARL MAIER JG. 1897 IM WIDERSTAND ISK, NATURFREUNDE VERHAFTET 1938 'VORBEREITUNG HOCHVERRAT' GESTAPOHAFT MÜNCHEN SCHWER MISSHANDELT FREISPRUCH 12.5.1939 | Liebigstraße 35               |                                 | Zu Karl Maier existiert eine Opferbiografie. |
|      | HIER WOHNTE BERNHARD MUNICHES JG. 1879 ABGESCHOBEN 1938 NACH POLEN ERMORDET IN WILNA                                                                                 | Liststraße 5 (Lage)           |                                 | |
|      | HIER WOHNTE RUDOLF MUNICHES JG. 1913 ABGESCHOBEN 1938 NACH POLEN ERMORDET IN WILNA                                                                                   | Liststraße 5 (Lage)           |                                 | |
|      | HIER WOHNTE KLARA MUNICHES GEB. LAMPELZ JG. 1919 ABGESCHOBEN 1938 NACH POLEN ERMORDET IN WILNA                                                                       | Liststraße 5 (Lage)           |                                 | |
|      | HIER WOHNTE MORITZ LINDAUER JG. 1874 ZWANGSUMSIEDLUNG 1940 BUTTENHAUSEN FLUCHT IN DEN TOD 18.8.1942                                                                  | Marienstraße 25 (Lage)        |                                 | |
|      | HIER WOHNTE ELISABETH LINDAUER GEB. MORITZ JG. 1860 ZWANGSUMSIEDLUNG 1940 BUTTENHAUSEN FLUCHT IN DEN TOD 18.8.1942                                                   | Marienstraße 25 (Lage)        |                                 | |
|      | HIER WOHNTE DR. ROBERT GUTMANN JG. 1873 DEPORTIERT 1942 THERESIENSTADT ERMORDET 23.8.1942                                                                            | Markusplatz 1 (Lage)          | 15./16. März 2005               | Robert Gutmann (1873–1942), Arzt |
|      | HIER WOHNTE MARTHA HÄBERLE GEB. LEVI JG. 1890 VOR DEPORTATION FLUCHT IN DEN TOD 2.2.1945                                                                             | Mittelstraße 4 (Lage)         |                                 | |
|      | HIER WOHNTE LUISE SIEGLE JG. 1894 EINGEWIESEN 1933 HEILANSTALT WEISSENAU 'VERLEGT' 1.8.1940 GRAFENECK ERMORDET 1.8.1940 'AKTION T4'                                  | Möhringer Straße 30 (Lage)    | 4. März 2022                    | |
|      | HIER WOHNTE HEDWIG BÜHLER JG. 1906 EINGEWIESEN 1931 HEILANSTALT WINNENTAL 'VERLEGT' 30.5.1940 GRAFENECK ERMORDET 30.5.1940 AKTION T4                                 | Möhringer Straße 48 (Lage)    |                                 | |
|      | HIER WOHNTE ALFRED BROGHAMMER JG. 1911 VERHAFTET 1939 'VORBEREITUNG ZUM HOCHVERRAT' VERURTEILT 1941 VOLKSGERICHTSHOF BERLIN ZUCHTHAUS LUDWIGSBURG TOT 21.7.1943      | Möhringer Straße 71 (Lage)    | 17. Sep. 2012                   | Alfred Broghammer (1911–1943) |
|      | HIER WOHNTE MAX BERBER JG. 1896 AUSGEWIESEN 28.10.1938 NACH POLEN TOT IM GHETTO WARSCHAU                                                                             | Mozartstraße 25 (Lage)        | 5. Okt. 2009                    | |
|      | HIER WOHNTE REGINA BERBER GEB. GLÜCKLICH JG. 1896 AUSGEWIESEN 28.10.1938 NACH POLEN TOT IM GHETTO WARSCHAU                                                           | Mozartstraße 25 (Lage)        | 5. Okt. 2009                    | |
|      | HIER WOHNTE CÄSAR BRUCHSALER JG. 1889 DEPORTIERT 1942 THERESIENSTADT ERMORDET 1944 IN AUSCHWITZ                                                                      | Mozartstraße 45 (Lage)        | 5. Okt. 2009                    | |
|      | HIER WOHNTE MARTHA BRUCHSALER GEB. FEIGENHEIMER JG. 1894 DEPORTIERT 1942 THERESIENSTADT ERMORDET 1944 IN AUSCHWITZ                                                   | Mozartstraße 45 (Lage)        | 5. Okt. 2009                    | |
|      | HIER WOHNTE JULIUS WISSMANN JG. 1898 'SCHUTZHAFT' 1938 GEFÄNGNIS BÜCHSENSTRASSE GESTAPO STUTTGART FLUCHT 1939 BRASILIEN                                              | Neue Weinsteige 1 (Lage)      | 9. Juli 2020                    | |
|      | HIER WOHNTE KLÄRLE WISSMANN GEB. KULB JG. 1905 FLUCHT 1939 BRASILIEN                                                                                                 | Neue Weinsteige 1 (Lage)      | 9. Juli 2020                    | |
|      | HIER WOHNTE ERNST WISSMANN JG. 1928 FLUCHT 1939 BRASILIEN | Neue Weinsteige 1 (Lage)      | 9. Juli 2020                    | |
|      | HIER WOHNTE KURT WISSMANN JG. 1930 FLUCHT 1939 BRASILIEN | Neue Weinsteige 1 (Lage)      | 9. Juli 2020                    | |
|      | HIER WOHNTE WALTER GUTTMANN JG. 1887 DEPORTIERT 26.4.1942 IZBICA ERMORDET                                                                                            | Neue Weinsteige 3 (Lage)      | 10. Nov. 2006                   | |
|      | HIER WOHNTE LYDIA HEILBORN GEB. LANDAUER JG. 1875 ZWANGSUMSIEDLUNG 1942 BUCHAU DEPORTIERT 1942 THERESIENSTADT TOT 29.11.1942                                         | Neue Weinsteige 12 (Lage)     |                                 | |
|      | HIER WOHNTE GERTRUD HEILBORN JG. 1896 EINGEWIESEN 1921 'HEILANSTALT' WINNENTAL ERMORDET 30.5.1940 GRAFENECK AKTION T4                                                | Neue Weinsteige 12 (Lage)     |                                 | |
|      | HIER WOHNTE KLARA BRETTHEIMER GEB. LÄMLE JG. 1892 DEPORTIERT 1941 RIGA ERMORDET 20.12.1944 STUTTHOF                                                                  | Neue Weinsteige 65 (Lage)     |                                 | |
|      | HIER WOHNTE LISA LOTTE BRETTHEIMER JG. 1922 DEPORTIERT 1941 RIGA ERMORDET                                                                                            | Neue Weinsteige 65 (Lage)     | 30. Sep. 2008                   | |
|      | HIER WOHNTE MINA LÄMLE GEB. MAIER JG. 1870 DEPORTIERT 1942 THERESIENSTADT TOT 16.9.1942                                                                              | Neue Weinsteige 65 (Lage)     | 30. Sep. 2008                   | |
|      | HIER WOHNTE ADOLF BERGER JG. ... | Neugereutstraße 15 (Lage)     |                                 | |
|      | HIER WOHNTE AMALIE BERGER JG. ... | Neugereutstraße 15 (Lage)     |                                 | |
|      | HIER WOHNTE EMMA BERGER JG. ... | Neugereutstraße 15 (Lage)     |                                 | |
|      | HIER WOHNTE HELENE BERGER JG. ... | Neugereutstraße 15 (Lage)     |                                 | |
|      | HIER WOHNTE IDA BERGER JG. ... | Neugereutstraße 15 (Lage)     |                                 | |
|      | HIER WOHNTE ADOLF LEWINNEK JG. 1879 ZWANGSUMSIEDLUNG 1940 BUTTENHAUSEN DEPORTIERT 1942 IZBICA ERMORDET                                                               | Olgastraße 121 (Lage)         | 5. Okt. 2009                    | |
|      | HIER WOHNTE LINA LEWINNEK GEB. ARON JG. 1882 ZWANGSUMSIEDLUNG 1940 BUTTENHAUSEN DEPORTIERT 1942 IZBICA ERMORDET                                                      | Olgastraße 121 (Lage)         | 5. Okt. 2009                    | |
|      | HIER WOHNTE ADOLF EHRLICH JG. 1877 DEPORTIERT 1941 ERMORDET IN RIGA                                                                                                  | Olgastraße 124 (Lage)         | März 2005                       | Zu Adolf Ehrlich existiert eine Opferbiografie. |
|      | HIER WOHNTE EMMA EHRLICH GEB. MENDLE JG. 1884 DEPORTIERT 1941 ERMORDET IN RIGA                                                                                       | Olgastraße 124 (Lage)         | März 2005                       | Zu Emma Ehrlich existiert eine Opferbiografie. |
|      | HIER WOHNTE CILLY JABLONSKY GEB. EHRLICH JG. 1915 DEPORTIERT 1941 ERMORDET IN RIGA                                                                                   | Olgastraße 124 (Lage)         | März 2005                       | Zu Cilly Jablonsky existiert eine Opferbiografie. |
|      | HIER WOHNTE HERMINE WERTHEIMER GEB. WEIL JG. 1885 ZWANGSUMSIEDLUNG 1941 OBERDORF DEPORTIERT 1941 ERMORDET IN RIGA                                                    | Olgastraße 124 (Lage)         | 30. Apr. 2010                   | |
|      | HIER WOHNTE JOSEF STEMPA JG. 1883 DEPORTIERT 1939 KZ BUCHENWALD ERMORDET 29.4.1941 KZ DACHAU                                                                         | Olgastraße 128 (Lage)         | März 2005                       | |
|      | HIER WOHNTE BERTA WALDT GEB. KAUFFMANN JG. 1870 ZWANGSUMSIEDLUNG 1942 SCHLOSS WEISSENSTEIN DEPORTIERT 1942 THERESIENSTADT ERMORDET 1942 IN TREBLINKA                 | Olgastraße 139 (Lage)         |                                 | |
|      | HIER WOHNTE WILLI WINKLE JG. 1913 DEPORTIERT 1941 RIGA 1944 STUTTHOF BUCHENWALD AUF TRANSPORT THERESIENSTADT TOT 10.4.1945                                           | Pelargusstraße 4 (Lage)       | 1. Juli 2016                    | Zu Willi Winkle (1913–1945) existiert eine Opferbiografie. |
|      | HIER WOHNTE MARTA BLIESEMANN JG. 1908 EINGEWIESEN 1927 HEILANSTALT WINNENTAL 'VERLEGT' 30.5.1940 ERMORDET 30.5.1940 GRAFENECK AKTION T4                              | Schickhardtstraße 25 (Lage)   |                                 | |
|      | HIER WOHNTE ELSE ZIEGLER GEB. MANNHEIMER JG. 1898 DEPORTIERT 1941 ERMORDET IN RIGA                                                                                   | Schickhardtstraße 33 (Lage)   |                                 | |
|      | HIER WOHNTE RUTH ZIEGLER JG. 1922 DEPORTIERT 1941 ERMORDET IN RIGA                                                                                                   | Schickhardtstraße 33 (Lage)   |                                 | |
|      | HIER WOHNTE ELIAS GIDEON JG. 1881 DEPORTIERT 1941 ERMORDET IN RIGA                                                                                                   | Schickhardtstraße 35 (Lage)   | 2006 (ersetzt am 21. Feb. 2025) | Zu Elias Gideon existiert eine Opferbiografie. Der 2006 verlegte Stolperstein ging bei Bauarbeiten verloren. Am 21. Februar 2025 wurde von Gunter Demnig ein Ersatzstein verlegt. |
|      | HIER WOHNTE ALBERT FALK JG. 1889 DEPORTIERT 1942 THERESIENSTADT ERMORDET 1944 IN AUSCHWITZ                                                                           | Schnellweg 6 (Lage)           | 8. Mai 2007                     | |
|      | HIER WOHNTE ANNA FALK GEB. GRAJEWSKI JG. 1902 DEPORTIERT 1942 THERESIENSTADT ERMORDET 1944 IN AUSCHWITZ                                                              | Schnellweg 6 (Lage)           | 8. Mai 2007                     | |
|      | HIER WOHNTE ALBERT MAINZER JG. 1882 ... | Sonnenbergstraße 33 (Lage)    | 15./16. März 2005               | Rechtsanwalt Albert Mainzer (1882–1944) Über eine Mitbewohnerin in der Sonnenbergstraße 33 und Zeitzeugin berichtete 2012 die Stuttgarter Presse. |
|      | HIER WOHNTE KLARA LILLI KALMBACH GEB. HERSCHEL JG. 1893 DEPORTIERT 1941 RIGA ERMORDET                                                                                | Tübinger Straße 41 (Lage)     | 11. Apr. 2011                   | |
|      | HIER WOHNTE SIGMUND ULLMANN JG. 1897 DEPORTIERT 1942 IZBICA ERMORDET                                                                                                 | Tübinger Straße 45 (Lage)     |                                 | |
|      | HIER WOHNTE BELLA ULLMANN GEB. ULLMANN JG. 1895 DEPORTIERT 1942 IZBICA ERMORDET                                                                                      | Tübinger Straße 45 (Lage)     |                                 | |
|      | HIER WOHNTE IRENE ULLMANN JG. 1923 DEPORTIERT 1942 IZBICA ERMORDET                                                                                                   | Tübinger Straße 45 (Lage)     |                                 | |
|      | HIER WOHNTE MAX MAYER JG. 1876 SELBSTMORD 1942 VOR DER DEPORTATION                                                                                                   | Tübinger Straße 70 (Lage)     |                                 | |
|      | HIER WOHNTE SOFIE MAYER GEB. LEDERMANN JG. 1876 SELBSTMORD 1942 VOR DER DEPORTATION                                                                                  | Tübinger Straße 70 (Lage)     |                                 | |
|      | HIER WOHNTE MAX FISCHER JG. 1888 AUSGEWIESEN 28.10.1938 NACH POLEN ERSCHOSSEN 1942 IN KRAKAU                                                                         | Tübinger Straße 111 (Lage)    | 5. Okt. 2009                    | |
|      | HIER WOHNTE JAHA FISCHER GEB. POTTSCHER JG. 1889 AUSGEWIESEN 28.10.1938 NACH POLEN ERSCHOSSEN 1942 IN KRAKAU                                                         | Tübinger Straße 111 (Lage)    | 5. Okt. 2009                    | |
|      | HIER WOHNTE HERMANN FISCHER JG. 1913 ´POLENAKTION´ 1938 BENTSCHEN / ZBASZYN ZURÜCKGEKEHRT FLUCHT 1939 USA                                                            | Tübinger Straße 111 (Lage)    | 9. Juli 2020                    | |
|      | HIER WOHNTE WILHELM BODENHEIMER JG. 1868 DEPORTIERT 1942 THERESIENSTADT ERMORDET 1942 TREBLINKA                                                                      | Tulpenstraße 5 (Lage)         | 10. Nov. 2006                   | |
|      | HIER WOHNTE ISIDOR FROMM JG. 1868 DEPORTIERT 1942 THERESIENSTADT ERMORDET 21.10.1942                                                                                 | Tulpenstraße 7 (Lage)         |                                 | |
|      | HIER WOHNTE KLARA FROMM GEB. LEVY JG. 1874 DEPORTIERT 1942 THERESIENSTADT ERMORDET 8.11.1942                                                                         | Tulpenstraße 7 (Lage)         |                                 | |
|      | HIER WOHNTE OTTO FROMM JG. 1897 ERMORDET 1938 IM KZ BUCHENWALD | Tulpenstraße 7 (Lage)         |                                 | |
|      | HIER WOHNTE EDITH LAX JG. 1905 DEPORTIERT 1941 RIGA ERSCHOSSEN 26.3.1942                                                                                             | Tulpenstraße 14 (Lage)        | 23. Sep. 2005                   | |
|      | HIER WOHNTE RUTH LAX JG. 1936 DEPORTIERT 1941 RIGA ERSCHOSSEN 26.3.1942                                                                                              | Tulpenstraße 14 (Lage)        | 23. Sep. 2005                   | |
|      | HIER WOHNTE DR. ROBERT MAINZER JG. 1864 DEPORTIERT 1942 THERESIENSTADT ERMORDET 18.2.1943                                                                            | Wannenstraße 16 (Lage)        |                                 | Zu Helene und Robert Mainzer existiert eine Opferbiografie. |
|      | HIER WOHNTE HELENE MAINZER GEB. HEILMANN JG. 1876 DEPORTIERT 1942 THERESIENSTADT ERMORDET 15.7.1943                                                                  | Wannenstraße 16 (Lage)        |                                 | Zu Helene und Robert Mainzer existiert eine Opferbiografie. |
|      | HIER WOHNTE ARTHUR ASCHER JG. 1872 DEPORTIERT 1942 THERESIENSTADT ERMORDET IN TREBLINKA                                                                              | Weißenburgstraße 2 B (Lage)   | 30. Sep. 2008                   | Zu Arthur Ascher (1872–1942) existiert eine Opferbiografie. |
|      | HIER WOHNTE SIMON MAAS JG. 1878 DEPORTIERT 1941 ERMORDET IN RIGA | Weißenburgstraße 2 B (Lage)   |                                 | Zu Simon und Jette Maas existiert eine Opferbiografie. |
|      | HIER WOHNTE JETTE 'ELSE' MAAS GEB. MÜLLER JG. 1890 DEPORTIERT 1941 ERMORDET IN RIGA                                                                                  | Weißenburgstraße 2 B (Lage)   |                                 | Zu Simon und Jette Maas existiert eine Opferbiografie. |
|      | HIER WOHNTE HEINRICH WORTSMANN JG. 1896 VOR DEPORTATION FLUCHT IN DEN TOD 15.2.1942                                                                                  | Weißenburgstraße 2 D (Lage)   |                                 | Zu Heinrich Wortsmann (1896–1942) existiert eine Opferbiografie. |
|      | HIER WOHNTE WILHELM FRIEDRICH JÄCK JG. 1904 EINGEWIESEN 1931 HEILANSTALT CHRISTOPHSBAD 'VERLEGT' 5.12.1940 GRAFENECK ERMORDET 5.12.1940 AKTION T4                    | Zechweg 2 (Lage)              | 12. Nov. 2013                   | |